# Elisabetta Bertotti
Elisabetta Bertotti (Trento, 8 dicembre 1966) è una politica italiana, deputata della Lega Nord dal 1992 al 1996.

## Biografia
Elisabetta Bertotti fonda a Trento in un garage la prima sezione della Lega Nord nel 1990 dopo aver assistito ad un comizio di Bossi. Alle elezioni del 1992 viene candidata ed eletta alla Camera dei Deputati e deve interrompere gli studi universitari: con i suoi soli 26 anni è la più giovane fra i leghisti. Viene rieletta nel 1994, sempre con la Lega. Alle elezioni comunali di Trento del 1995 sostiene il candidato del centro-sinistra Lorenzo Dellai invece del leghista Giuseppe Filippin, del quale riteneva inaccettabili i "deliranti discorsi contro gli zingari e gli extracomunitari" e viene conseguentemente espulsa dal partito su domanda dell'allora eletto Segretario della Sezione Nazionale di Trento, Sergio Divina. Il 29 giugno 1995 passa quindi al gruppo misto e non viene ricandidata nel 1996. Contro l'espulsione e le affermazioni dei dirigenti leghisti presentò un esposto alla Procura della Repubblica. In entrambe le legislature aveva svolto l'incarico di segretario dell'Ufficio di Presidenza.
È sposata dal 2017 con l'ex presidente dell'Ordine dei Giornalisti del Trentino Alto Adige Fabrizio Franchi.